# Музей современного искусства (Мадрид)
Музей современного искусства (исп. Museo de Arte Contemporáneo; ранее известен как Муниципальный музей современного искусства, Museo Municipal de Arte Contemporáneo) ― музей в Мадриде, расположенный в историческом здании казарм Конде Дуке, спроектированных архитектором Педро де Рибера в начале XVIII века. В 1976 году здание было объявлено местом культурного интереса. 

## Открытие музея
Музей современного искусства был открыт в ноябре 2001 года с двумя основными целями: создать площадку для форума в культурном центре Конде Дуке, который был бы открыт для интенсивной культурной и выставочной программы, и расширить географию музеев и коллекций современного искусства в Мадриде. Подобно другим музеям современного искусства, как национальным, так и зарубежным, Музей современного искусства избрал историческое здание для размещения коллекции современного искусства ― в данном случае здание мадридского городского совета. В музее демонстрируются произведения искусства, которые городской совет приобретает с 1980 года ― года, когда было положено начало коллекции. Заведение занимает два этажа. В этом пространстве представлено около 200 работ более 175 художников разных периодов и художественных направлений испанского искусства, от авангарда до сегодняшнего дня. В его фондах находятся произведения живописи, скульптуры, фотографии, графики и инсталляции. Музей был закрыт на реконструкцию с апреля 2010 года. Повторное открытие было запланировано на октябрь 2011 года, но в итоге он прекратил свою работу и на протяжении 2012 года. 

## Постоянные выставки
Постоянная коллекция музея состоит в основном из живописи и графики, хотя также представлены произведения скульптуры, фотографии и рисунки. Постоянная коллекция экспонируется в хронологическом порядке на втором этаже музея и подразделяется на следующие категории: 

### Исторические авангарды
В этом разделе, открывающем постоянную коллекцию, представлены работы таких художников, как Франсиско Борес, Бенджамин Паленсия, Хосе Кабальеро, Даниэль Васкес Диас и Иполито Идальго де Кавьедес. 

### Новые творцы
Полное название выставки ― «Новые творцы: конфигурация и абстракция». Этот раздел объединяет широкий круг художников, которые с использованием самых разных языков представляют широкий спектр тенденций и эстетики: здесь можно найти работы Алехандро Корухейры, Альберто Регуэры, Ксавьера Грау и Амая Бозала. Фигуративная часть представлена такими художниками, как Хуан Карлос Саватер, Сигфридо Мартин Беге, Авраам Ла Калле, Дис Берлин и Фернандо Беллвер и др.

### Реализм
Реализм ― или, скорее, реализмы ― представлены здесь в нескольких областях: интимном, городском, фантастическом или в качестве декораций. Этот раздел открывают Амалия Авиа и Изабель Кинтанилья. Городская иконография Мадрида представлена Даниэлем Кинтеро, Хосе Мануэлем Баллестером, Феликсом де ла Конча и Менендесом Мораном. Хесус Мария Лазкано и Карлос Диес Бустос предлагают примеры реализма в применении к декорациям и фантастике. Луис Майо предлагает своего родаметафизическое видение некоторых мадридских анклавов. 

### Новая фигурация и абстракция 80-х
Музей отвёл четыре помещения под эту выставку, показывающую большое разнообразие художников, которые в полной мере отражают богатую художественную панораму в Мадриде пост-ташистской абстракции и нео-изобразительные тенденции. Среди них следует выделить работы Эдуардо Арройо, Мигеля Конде, Хуана Дженовеса, Альфонсо Фраиле и Эдуардо Эркуло. Новая мадридская «фигурация» богато представлена работами того времени Хуана Антонио Агирре, Карлоса Алколея и Маноло Квехидо. Абстракция этих лет представлена Альфонсо Альбасете, среди прочих. 